# Thujacorticium
Thujacorticium es un género de hongos de la familia Cyphellaceae. El género circunscrito por J. Ginns in 1988, contiene 2 especies.